# 湫头镇
湫头镇，是中华人民共和国甘肃省庆阳市正宁县下辖的一个乡镇级行政单位。
2014年，甘肃省民政厅批复同意撤销湫头乡，设立湫头镇。

## 行政区划
湫头镇下辖以下地区：
西沟村、苟仁村、新庄村、双佛堂村、张村、王郎坡村和湫头村。